# Aleksandra Cesarzowa
Aleksandra Cesarzowa – według hagiograficznej legendy cesarzowa rzymska, święta Kościoła katolickiego, koptyjskiego i prawosławnego.

## Żywot
Wiadomości o Aleksandrze pochodzą z żywota św. Jerzego. Aleksandra poniosła śmierć męczeńską w Nikomedii wraz ze św. Jerzym, z rozkazu cesarza Dioklecjana. Aleksandra uwierzyła w Chrystusa, będąc świadkiem cudownego zagojenia ran zadanych świętemu ostrzami noży i gwoździami na kole tortur wskutek interwencji anioła. Pod wpływem tego wydarzenia chciała natychmiast wyznać wiarę w Chrystusa, ale prokonsul Magnencjusz powstrzymał ją od tego. Aleksandra zobaczyła następnie, jak Jerzy, zanurzony przez 3 dni po ramiona w jamie z niegaszonym wapnem, wyszedł z tego bez szwanku. Dowiedziawszy się ponadto, że znakiem krzyża rozbił wszystkie posągi bogów w świątyni Apollina, otwarcie wyznała Chrystusa, wyśmiewając pogańskich bogów. Po tym jej czynie Dioklecjan rozkazał ją ściąć wraz ze świętym Jerzym. Aleksandra chętnie poddała się karze, jednakże w drodze na miejsce kaźni zasłabła, usiadła na kamieniu przydrożnym i zmarła. Według innej wersji została ścięta wspólnie ze świętym Jerzym.

## Identyfikacja
Nie powiodły się próby ustalenia, czyją święta była żoną. Możliwe, że Aleksandra była wdową po jednym z poprzedników Dioklecjana – pomiędzy 270 a 284 rokiem w cesarstwie rządziło aż 15 władców. Wiele prawosławnych żywotów, między innymi żywot autorstwa Dymitra Rostowskiego, nazywa ją żoną Dioklecjana. Ani Szymon Metafrasta, ani Watykański Kodeks 916, ani inne dawne teksty bizantyńskie i łacińskie nie potwierdzają tej teorii. Jedynym wyjątkiem wśród źródeł greckich jest kompilacja Teodora Dafnopaty.
Wiadomo, że jedyną żoną Dioklecjana była Pryska, która zginęła wraz z córką Walerią, wdową po cesarzu Galeriuszu, w 313 roku. Próba identyfikacji Aleksandry z Pryską, jest stosunkowo późna, bo dopiero XX-wieczna. Znajduje się między innymi w minei wydanej przez patriarchę moskiewskiego, w której data śmierci Aleksandry w 303 roku została uznana za błędną i przesunięta na rok 313 (rok śmierci Pryski). Hipotezy tej nie potwierdzają nie tylko dawne żywoty, ale i liczne apokryfy łacińskie, arabskie, syryjskie, koptyjskie, gruzińskie i etiopskie.

## Kult świętej
Wspomnienie Aleksandry znajduje się w Wielkim Typikonie (IX/X wiek) i Menologium Bazylego II (X wiek). W greckim rękopisie z X wieku zachował się kanon drugiego głosu poświęcony Aleksandrze. Krótki żywot Aleksandry został przełożony w XII wieku w Synaksarionie Konstantyna Mokisijskiego. W XVI wieku jej żywot i wspomnienie znalazło się pod datą 21 kwietnia i pod tą datą jest wspominana w Kościele katolickim. W liturgii Kościołów prawosławnych tradycji greckiej oraz Kościoła rosyjskiego nie wspomina się Aleksandry osobno, ale przy okazji wspomnienia świętego Jerzego. W minei rosyjskiej jest jej poświęcony cały tropar, a w liturgii greckiej po szóstej pieśni kanonu na jutrznię znajduje się jeden wiersz jambiczny o Aleksandrze. W Prawosławiu jej wspomnienie obchodzone jest 23 kwietnia, a w Kościele koptyjskim 10 kwietnia.

### Ikonografia

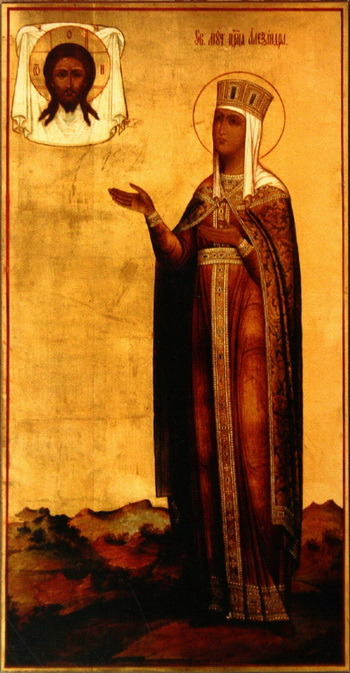
Ikona św. Aleksandry Cesarzowej
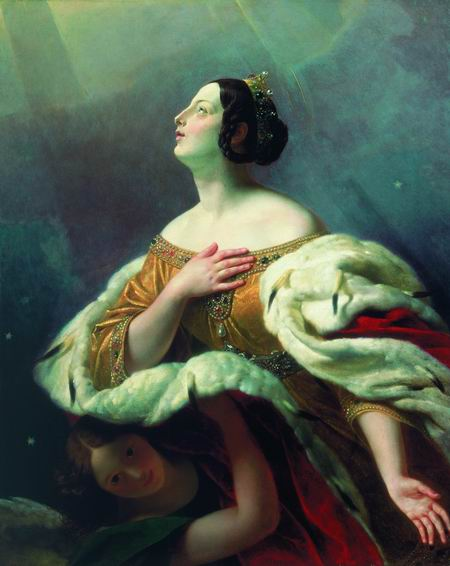
Aleksandra wzięta do nieba. Obraz K. Briułłowa (1845)

W sztuce bizantyńskiej i staroruskiej Aleksandra została przedstawiona w niektórych scenach z życia świętego Jerzego. W cerkwi świętego Jerzego w Starom Nagoričanem (Macedonia, 1317-1318) pojawia się w scenie osądzenia, wyznania wiary i w scenie przed cesarzem Dioklecjanem. Z lat 1348–1350 pochodzi fresk w narteksie cerkwi Wniebowstąpienia w Monasterze Visoki Dečani przedstawiający męczeństwo Aleksandry i Jerzego. Nawrócenie Aleksandry na chrześcijaństwo znajduje się też na ikonie ze scenami z życia Męczennika Jerzego, z początku XVI wieku w soborze Zaśnięcia Matki Bożej w Dmitrowie. W „Herminii” Dionizego Furnoagrafiota z początku wieku XVIII., Aleksandra jest wspomniana w związku ze sceną ścięcia świętego Jerzego: „W niewielkiej odległości... cesarzowa Aleksandra siedzi na kamieniu, martwa, anioł przyjmuje jej duszę „.
Aleksandra jest tradycyjnie przedstawiana w cesarskiej szacie i koronie na głowie, często z krzyżem w ręku, wśród świętych kobiet w medalionie: ze św Barbarą na fresku Teofana Greka w cerkwi Zbawiciela na Ilinie w Nowogrodzie (1378); w towarzystwie świętej Dionizji w cerkwi Narodzenia Matki Bożej w Monasterze Terapontowskim (1502); ze św. Katarzyną – na moskiewskiej ikonie „Postu”, z końca XIV wieku; na ikonie „Tobą raduje się [wszelkie stworzenie]” z Monasteru Sołowieckiego z połowy XVI wieku; ze św. Ireną – na haftowanym welonie „Pochwała Bogarodzicy” z końca XVI wieku, wykonanym w warsztacie carycy-mniszki Aleksandry (I. F. Godunowej).
Ten typ ikonograficzny przetrwał w sztuce rosyjskiej do początków XX wieku. Mozaika F. P. Briułowa w głównym ikonostasie soboru świętego Izaaka z lat 50. XIX wieku przedstawia Aleksandrę z gałązką palmy w ręku opierającą się na mieczu wraz z Marią Magdaleną. Pochodzące z lat 1894/07 mozaiki w soborze Zmartwychwstania (Zbawiciela na Krwi) w Petersburgu wykonane przez W.W. Bielajewa ukazują Aleksandrę i świętego Jerzego, a w południowym ikonostasie przez M. Bodariewskiego, Aleksandrę. Z około 1913 roku pochodzi ikona wybranych świętych W. Gurianowa, dar dla rodziny carskiej z okazji obchodów 300-lecia domu Romanowów.
W XIX wieku świętej Aleksandrze Cesarzowej, jako patronce cesarzowych, żony Mikołaja I i Mikołaja II zostało poświęconych kilka cerkwi i kaplic (m.in. w Aleksandrowskiej Akademii Wojskowej na Znamience w 1851).